# Monday Night Football
Monday Night Football (сокращённо MNF) — американская телевизионная программа, показывающая матчи Национальной футбольной лиги (NFL) по понедельникам. Изначально транслировалась на ABC с 1970 по 2005 годы, после чего права перешли к ESPN. В 2020 году ABC вновь начала показывать часть матчей в прямом эфире, иногда вместе с ESPN, а с 2021 года трансляции также доступны на платформе ESPN+.

## История
В начале 1960-х годов комиссар NFL Пит Розелл предложил идею еженедельно транслировать игры в прайм-тайм, что могло бы привлечь широкую телеаудиторию. После затяжных переговоров игры согласился транслировать находившийся на третьем месте по рейтингам канал ABC, хотя его руководство сомневалось в коммерческом успехе передачи. Первый выпуск транслировался в сентябре 1970. Игра «Кливленд Браунс» против «Нью-Йорк Джетс» привлекла в тот вечер 33% всей телеаудитории США.
В конце 1990-х — начале 2000-х ABC несла убытки на трансляции MNF, несмотря на высокие рейтинги. К тому же NFL также хотела перенести свою главную игру на воскресенье, когда у экранов можно собрать больше зрителей. В итоге в апреле 2005 года было объявлено, что сезон 2005 года станет последним для MNF на ABC, а с 2006 года трансляции будут на канале ESPN

## Популярность
С момента запуска на ABC Monday Night Football быстро завоевала популярность, став одной из самых долгоживущих телепередач США. Программа внедрила такие технические новшества, как многокамерные трансляции, замедленные повторы и компьютерную графику, что сделало просмотр матчей более захватывающим. В разное время гостями шоу становились известные личности, такие как Джон Леннон, Ричард Никсон, Барак Обама, Билл Клинтон, лягушонок Кермит и другие реальные и вымышленные звёзды
За первые 50 лет трансляций MSF показала более 700 матчей. На 2020 год самой популярной трансляцией стала игра «Майами Долфинс» против «Чикаго Беарз» 2 декабря 1985. 

## Международные трансляции
MNF транслируется не только в США, но и в других странах. В Канаде трансляции доступны на TSN, в Австралии — на ESPN Australia, в Португалии — на Eleven Sports, в Великобритании — на Channel 5. Версии на испанском и португальском языках транслируются на ESPN Deportes в США и на ESPN International – в Латинской Америке и Бразилии.